# Hans Viebig
Hans Viebig (* 31. Mai 1897 in Berlin; † unbekannt) war ein deutscher Jagdflieger im Ersten Weltkrieg und Offizier im Zweiten Weltkrieg, zuletzt Oberst der Wehrmacht.

## Leben
Hans Viebig besuchte in seiner Geburtsstadt Berlin von 1907 bis 1913 das Reform-Realgymnasium, danach für ein Jahr das Reform-Realgymnasium in Löwenberg in Schlesien.
Als Leutnant der Reserve diente er ab 1. Oktober 1917 in der Jagdstaffel (Jasta) 20 und wurde im gleichen Monat in die Jasta 18 geschickt. Hier flog er u. a. mit Paul Strähle. Mit ihm; er wurde dort Staffelführer; wechselte Viebig Anfang 1918 in die neu aufgestellte Jasta 57 und flog dort eine Albatros D.III. Als persönliches Erkennungszeichen waren die Nase und die Reifen des Flugzeuges in Orange angemalt. Er war ein aufstrebender Jagdflieger und errang fünf Luftsiege. Am 30. Juni 1918 flog er wieder gemeinsam mit Strähle, wurde verwundet, konnte sein Flugzeug aber sicher landen. Aufgrund seiner Verletzung konnte er nicht mehr als Flieger zurückkehren. Er wurde mit dem Militär-Flugzeugführer-Abzeichen ausgezeichnet.
Von 1920 bis 1923 diente er als Hundertschaftsführer bei der Sicherheits- bzw. Schutzpolizei Berlin.
Hans Viebig galt als jüdischer Mischling. Als Offizier konnte er trotz seiner Abstammung bis Kriegsende dienen und wurde als E-Offizier in die Wehrmacht übernommen. Sein Rangdienstalter war für den Dienstgrad Hauptmann auf den 1. Oktober 1933 festgesetzt worden. Von 1935 bis 1937 war er Kompanieführer im neu aufgestellten Ergänzungs-Bataillon 41. 1937 war er kurz in gleicher Position im Infanterie-Regiment 78 bei der 26. Infanterie-Division und kam im gleichen Jahr zum Ausbildungsleiter Dortmund und Rheydt. Hier wurde er als Adjutant eingesetzt, wurde Major und blieb in dieser Kommandierung bis 1938. 1939/40 war er Regimentsadjutant des neu aufgestellten Infanterie-Regiments 328 bei der 227. Infanterie-Division. Hier wurde er für ein Jahr als Bataillonskommandeur eingesetzt. In gleicher Position war er 1941/42 im Infanterie-Regiment 474 bei der 254. Infanterie-Division.
1942 war er als Oberstleutnant Regimentsführer beim Infanterie-Regiment 454, wie das Infanterie-Regiment 474 auch bei der 254. Infanterie-Division, und Infanterie-Regiment 474. 1943 wurde Viebig als Oberst Kommandeur des Grenadier-Regiments 258 bei der 112. Infanterie-Division. Nach erheblichen Verlusten an der Ostfront wurde das Regiment Ende 1943 aufgelöst und der Stab für die Aufstellung einer Divisionsgruppe 112 bei der neu gebildeten Korps-Abteilung B verwendet. Die Divisionsgruppe 112 führte Viebig ab Februar 1944. Sie wurde im Kessel von Tscherkassy eingeschlossen und konnte als Angriffsgruppe den Ausbruch aus dem Kessel erreichen. Am 21. Februar 1944 erhielt er hierfür das Ritterkreuz des Eisernen Kreuzes verliehen. Im gleichen Jahr wurde er verwundet und konnte nicht mehr an die Front zurückkehren. Bis 1946 blieb er im Lazarett und wurde dann aus der Kriegsgefangenschaft entlassen.
Von 1931 bis 1944 war er Generalagent der Schleswig-Kölnischen Lebensversicherungsbank Berlin.
In der Entnazifizierung gab er an in keiner nationalsozialistischen Organisation Mitglied gewesen zu sein.
Nach dem Krieg lebte er in Rheydt.